# Dwór w Bogumiłku
Dwór Antoniego Schütza w Bogumiłku – zabytkowy dwór w Bogumiłku w powiecie częstochowskim. Zespół dworski wpisano do rejestru zabytków woj. śląskiego pod nr 528/91 z datą z 2 września 1991 roku. Park dworski wpisano do rejestru 17 grudnia 1957 roku.

## Historia
Dwór zbudował w 1928 roku Antoni Schütz. Był on potomkiem rodu wywodzącego się z Saksonii, który w XX wieku uległ polonizacji. Majątek Biała Wielka nabył w 1852 roku dziadek Antoniego, Adolf Ludwik Schütz, który przez następne pół stulecia prowadził wzorowe gospodarstwo rolne, podziwiane w całym Królestwie Polskim.
W 1945 roku w wyniku reformy rolnej majątek został upaństwowiony. Gospodarstwo przechodziło różne reorganizacje będąc początkowo gospodarstwem zaopatrzenia rolniczego dla huty w Częstochowie, następnie było w strukturach Państwowych Gospodarstw Rolnych, aby później pełnić rolę gospodarstwa pomocniczego przy Rocznej Szkole Rolniczo-Mechanizacyjnej. W 1969 roku we dworze otwarto Państwowy Zakład Wychowawczy z zasadniczą szkołą zawodową specjalną oraz z pomocniczym gospodarstwem rolnym, dla uczniów z lekkim upośledzeniem umysłowym. Obecnie jednostka ta nosi nazwę Specjalny Ośrodek Szkolno-Wychowawczy im. Jana Brzechwy. 21 czerwca 1991 roku dwór spłonął i został odbudowany w ciągu 2 lat. Od 1999 roku dwór i ośrodek podlega Starostwu Powiatowemu w Częstochowie.

## Architektura
Dwór w Bogumiłku to skromna budowla na planie prostokąta, ma dwie kondygnacje, przykryty został czterospadowym dachem; ryzality zwieńczono szczytami półkolistymi. W sąsiedztwie dworu stoją zabudowania gospodarcze – w tym okazały, dawny magazyn zbożowy. Warty uwagi jest także zabytkowy park, o powierzchni około 3 ha. Nieopodal znajduje się młyn wodny.

## Park
W parku o powierzchni 3,14 ha dominowała sosna zwyczajna, grab zwyczajny, kasztanowiec zwyczajny, świerk pospolity, jesion wyniosły i buk zwyczajny. Domieszkę stanowiła lipa drobnolistna, dąb szypułkowy, klon i tulipanowiec amerykański. Do najbardziej interesujących należały rzędy grabów i świerków w południowej części parku. Z krzewów najliczniej występował orzech laskowy i jaśmin wonny. Poza tymi krzewami rosła kalina koralowa, jarzębina, bez pospolity, śnieguliczka biała, wierzba szara i czeremcha amerykańska.

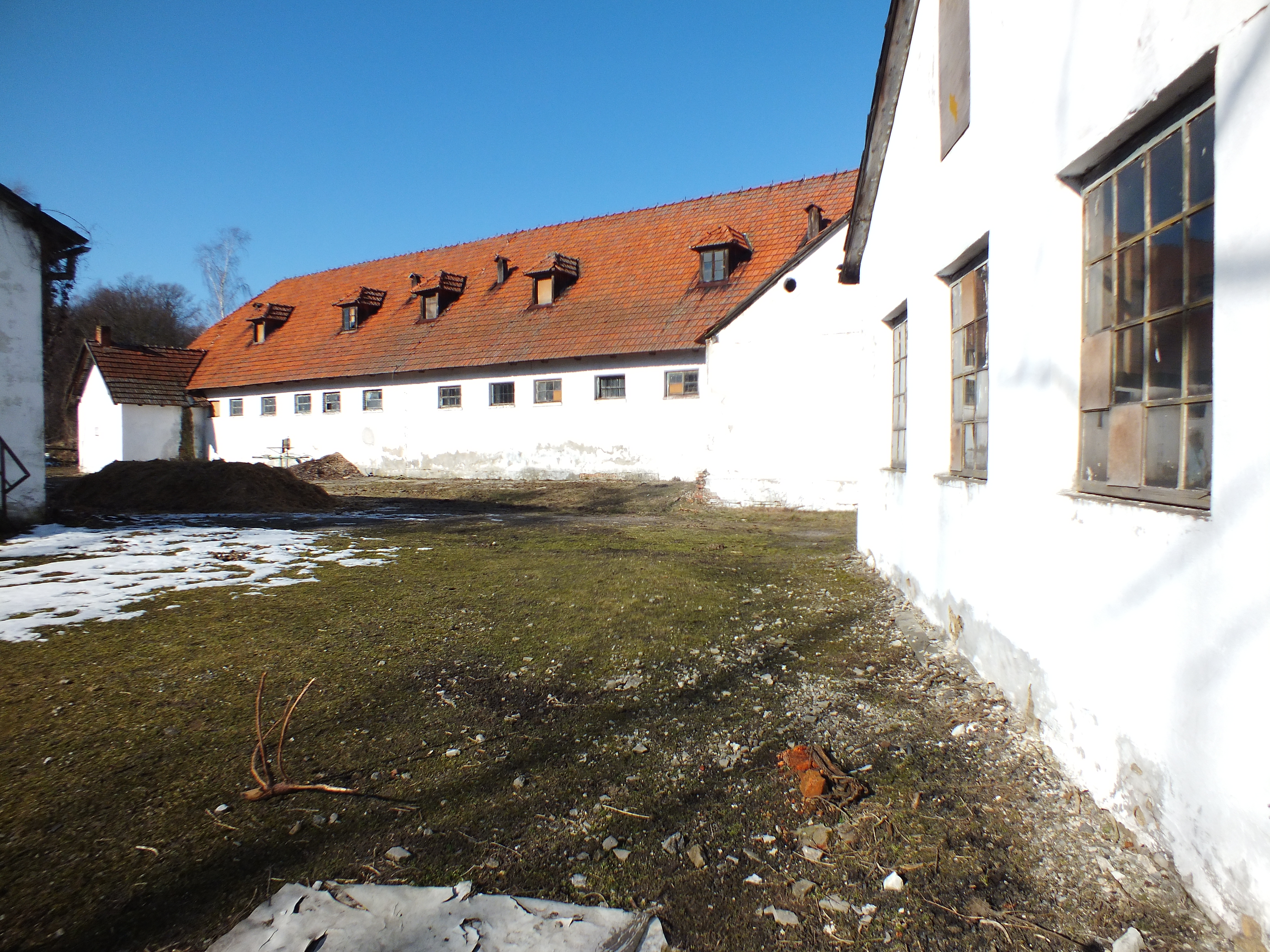
Zabudowania gospodarcze